# 和田伸一郎
和田伸一郎（わだ しんいちろう、1969年-　）は、日本の学者、立教大学准教授。専攻はメディア論、哲学。
神戸生まれ。関西学院大学商学部卒業。神戸市外国語大学大学院修士課程修了。2004年京都大学大学院人間・環境学研究科博士課程修了、「メディアのポテンシャルとその理解 表象の近代からテレプレゼンスの現代へ」で博士（人間・環境学）。中部大学人文学部コミュニケーション学科准教授を経て、立教大学社会学部准教授。

## 著書
- 『メディアと倫理 画面は慈悲なき世界を救済できるか』NTT出版 叢書コムニス 2006
- 『民衆にとって政治とは何か』人文書院 2009
- 『国家とインターネット』講談社選書メチエ 2013

共著
- 『ナショナリズムとグローバリズム 越境と愛国のパラドックス』ワードマップ 大澤真幸,塩原良和,橋本努共著 新曜社 2014

## 論文
- <和田伸一郎